# Riș, Șumen
Riș (în bulgară Риш) este un sat în comuna Smeadovo, regiunea Șumen,  Bulgaria. 

## Demografie
Componența etnică a satului Riș
     Turci (71,92%)
     Bulgari (26,6%)
     Nicio identificare (1,47%)
     Altele (0%)
La recensământul din 2011, populația satului Riș era de 748 locuitori. Din punct de vedere etnic, majoritatea locuitorilor (71,92%) erau turci, cu o minoritate de bulgari (26,6%). Pentru 1,47% din locuitori nu este cunoscută apartenența etnică.